# Sam and Silo

Sam and Silo est un comic strip humoristique américain de Mort Walker (scénario) et Jerry Dumas (dessin et scénario) lancé par King Features Syndicate le 18 avril 1977. À partir de 1995, Walker ne s'implique plus dans le strip, laissant Dumas s'en occuper seul jusqu'au décès de celui-ci en 2016.
Sam and Silo reprend les personnages de Sam's Strip, éphémère comic strip métafictionnel produit par les deux auteurs entre 1961 et 1963 mettant en scène un auteur de bande dessinée et son assistant. Dans Sam et Silo, les deux personnages sont cette fois un shérif et son adjoint d'une petite communauté sans histoire, Upper Duckwater, et l'humour est extrêmement conventionnel.